# Bras de Jacob Ouest
Pour les articles homonymes, voir Jacob (homonymie).
Le bras de Jacob Ouest est un affluent du bras de Jacob, coulant successivement dans le territoire non organisé de Lac-Ministuk, dans la municipalité régionale de comté (MRC) du Le Fjord-du-Saguenay, puis dans la Saguenay, dans la région administrative du Saguenay–Lac-Saint-Jean, dans la province de Québec, au Canada. Le cours du bras de Jacob Ouest traverse la partie nord-ouest de la zec Mars-Moulin.
La petite vallée du bras de Jacob Ouest est desservie indirectement par la route 175 qui passe du côté ouest et par le chemin du Lac-du-Bois-Joli lequel passe sur la rive nord du lac Jacob. Quelques autres routes forestières secondaires desservent la vallée du bras de Jacob Ouest, surtout pour les besoins la foresterie et des activités récréotouristiques.
La foresterie constitue la principale activité économique de cette vallée ; les activités récréotouristiques, en second.
La surface du bras de Jacob Ouest est habituellement gelée du début de décembre à la fin mars, toutefois la circulation sécuritaire sur la glace se fait généralement de la mi-décembre à la mi-mars.

## Géographie
Les principaux bassins versants voisins du bras de Jacob Ouest sont :
- côté nord : bras de Jacob, lac Desgagné, lac des Côté, ruisseau du lac William, rivière du Moulin, rivière Chicoutimi, rivière Saguenay ;
- côté est : rivière du Moulin, bras Henriette, la Petite Décharge, rivière à Mars ;
- côté sud : rivière Cyriac, lac aux Rats Musqués ;
- côté ouest : rivière Simoncouche, lac Simoncouche, lac Des Îlets, lac du Dépôt, rivière Cyriac, rivière Chicoutimi.

Le Bras de Jacob Ouest prend sa source à l’embouchure du lac Graveline (longueur : 0,5 km ; altitude : 410 m) en zone forestière dans la réserve faunique des Laurentides. Cette source est située à :
- 5,0 km au nord-est de la route 175 ;
- 3,5 km au nord-ouest d’une courbe du cours de la rivière Cyriac ;
- 3,8 km à l’est du Lac des Îlets ;
- 14,6 km au sud-est de la confluence de la rivière Simoncouche et du lac Kénogami ;
- 16,2 km au sud-est du village de Laterrière ;
- 7,3 km au sud-ouest de la confluence du bras de Jacob Ouest et du bras de Jacob ;
- 16,4 km au sud-est du barrage de Portage-des-Roches, érigé à la tête de la rivière Chicoutimi[3].

À partir de sa source (lac Graveline), le bras de Jacob Ouest coule sur 8,7 km avec une dénivellation de 104 m entièrement en zone forestière, selon les segments suivants :
- 1,0 km vers l’est en formant une courbe vers le sud en sortant de la réserve faunique des Laurentides pour entrer dans la zec Mars-Moulin, jusqu'à la décharge (venant du sud-est) de quelques petits lacs ;
- 2,7 km vers le nord-est, en recueillant trois petits ruisseaux, jusqu’à la décharge (venant de l’est) des lacs Thériault et des Perches ;
- 2,5 km vers le nord-ouest en recoupant la partie est de la réserve faunique des Laurentides et en recueillant la décharge (venant du sud-ouest) du lac de la Flache, jusqu’à la décharge (venant de l’ouest) du lac Flévy ;
- 3,2 km vers le nord dans une vallée encaissée en début de segment en revenant dans la zec Mars-Moulin et en serpentant en fin de segment, jusqu'à son embouchure[3].

Le bras de Jacob Ouest se déverse sur la rive sud du bras de Jacob. Cette confluence est située à :
- 4,5 km à l’est de la route 175 ;
- 6,0 km au sud-est de la confluence de la rivière Simoncouche et du lac Kénogami ;
- 9,4 km au sud-ouest du village de Laterrière ;
- 6,9 km au sud-ouest de la confluence du bras de Jacob et de rivière du Moulin ;
- 5,9 km au sud-est du barrage de Portage-des-Roches, érigé à la tête de la rivière Chicoutimi ;
- 24,1 km au sud de la confluence de la rivière du Moulin et de la rivière Saguenay dans le secteur Chicoutimi de la ville de Saguenay[3].

À partir de l’embouchure du bras de Jacob Ouest, le courant suit successivement le cours du Bras de Jacob sur 9,0 km vers l’est, le cours de la rivière du Moulin sur 37,6 km vers le nord, puis le cours de la rivière Saguenay sur 126,1 km vers l’est jusqu’à Tadoussac où il conflue avec l’estuaire du Saint-Laurent.

## Toponymie
Le toponyme « bras de Jacob Ouest » a été officialisé le 5 décembre 1968 à la Banque des noms de lieux de la Commission de toponymie du Québec.